# Vridutjärnen (Mora socken, Dalarna)
Vridutjärnen är en sjö i Mora kommun i Dalarna och ingår i Dalälvens huvudavrinningsområde.